# اچ‌دی‌ام‌اس اگپا (وای۳۸۷)
اچ‌دی‌ام‌اس اگپا (وای۳۸۷) (به انگلیسی: HDMS Agpa (Y387)) یک کشتی بود. این کشتی در سال ۱۹۷۴ ساخته شد.